# Vlak

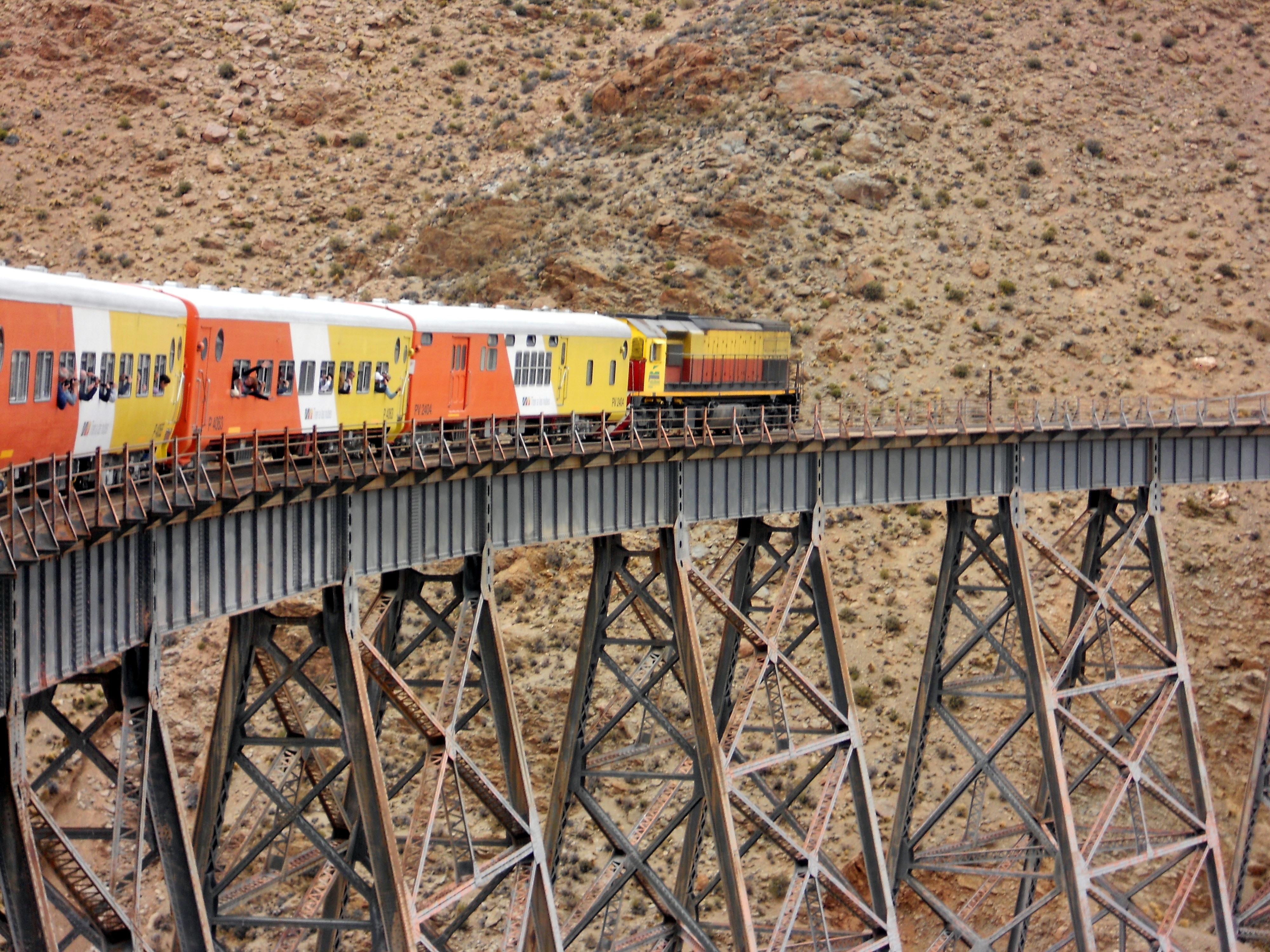
Vlaková souprava v Argentině

Vlak je jedno nebo několik pevně spojených vozidel, která jsou určená pro pohyb po železniční trati nebo jiné pevné dráze. Někdy se však slovo používá i pro mimodrážní jízdní soupravy, které délkou nebo vzhledem kolejový vlak připomínají (silniční vlak, silniční vláček). Ve starší češtině slovo označovalo náčiní, na němž se něco vláčí, a to z původního dějového jména volkъ, označujího vlečení. Dnešní význam vznikl jako kalk německého slova der Zug (tah i vlak).
Zpočátku bývaly vlaky v průmyslovém i veřejném provozu velmi krátké a tažené koňmi (koněspřežná dráha). Později nastoupila parní lokomotiva, která umožnila vléci více železničních vozů a těžší vlaky i vozy. V průběhu 20. století byly parní lokomotivy vytlačovány dieselovými a elektrickými lokomotivami. V osobní železniční dopravě se kromě tradičních vlaků vedených lokomotivou prosadily dieselové i elektrické motorové vozy a ucelené obousměrné vlakové jednotky. U tramvajových vlaků směřuje vývoj opačným směrem a původně převažující obousměrné motorové vozy byly postupně téměř vytlačeny jednosměrnými, přičemž elektrická trakce se stala standardem.
V železniční dopravě se tradičně jako vlak označuje vlakový spoj nebo jednotlivá jízda vlaku nebo drážního vozidla, zatímco pro vlak jako takový se pro rozlišení používá termín „souprava“. Oba významy slova „vlak“ se však v různých použitích mísí a prolínají.

## Definice

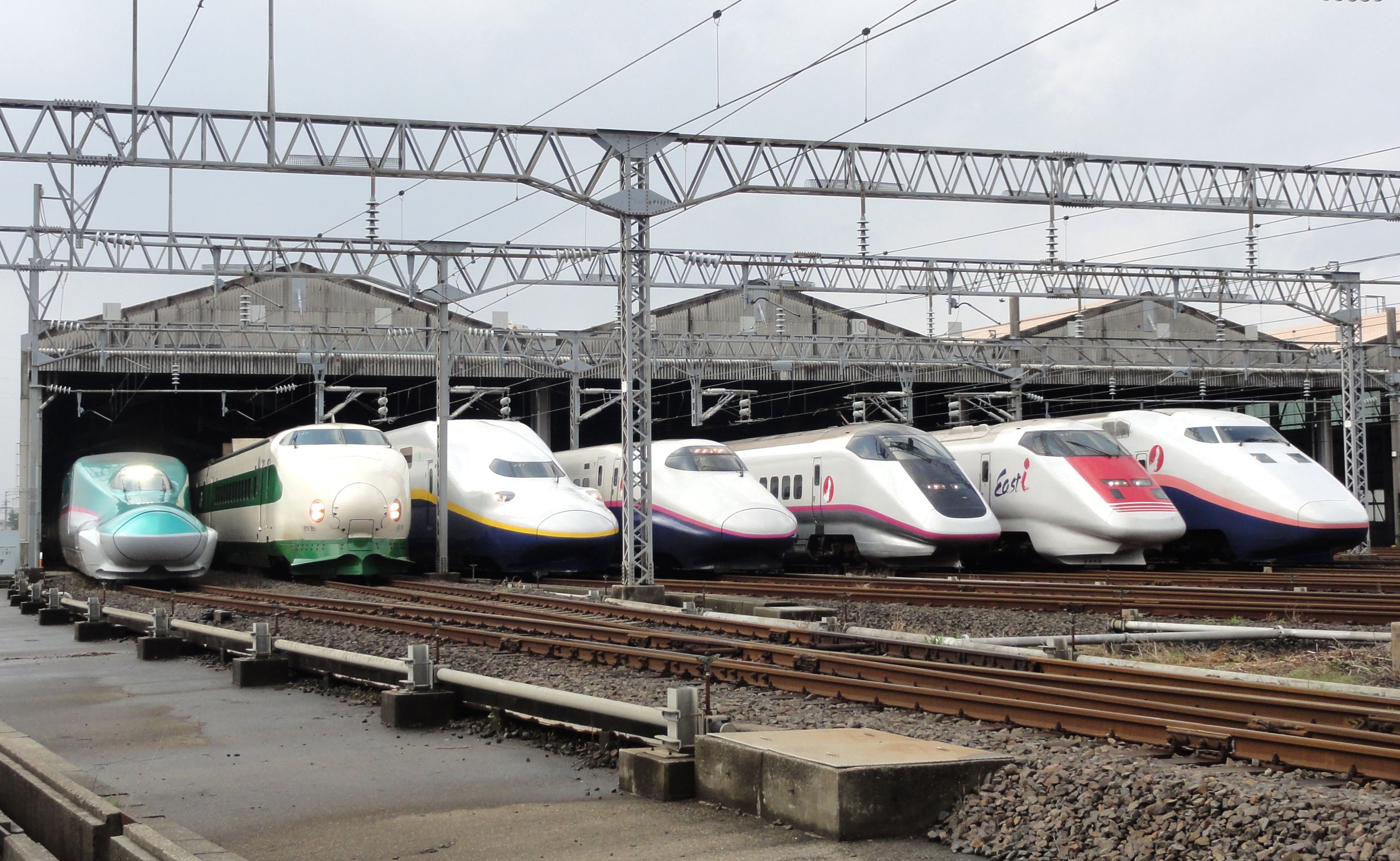
Japonské vysokorychlostní vlaky Šinkansen

Podle českých obecně závazných drážních předpisů je vlak skupina (souprava) spojených drážních vozidel (zpravidla kolejových), z nichž alespoň jedno je hnací respektive trakční, opatřená předepsanými návěstmi (např. začátek a konec vlaku) a vlakovým doprovodem (tzv. vlakové náležitosti) a jedoucí podle jízdního řádu nebo podle pokynů osoby odborně způsobilé k řízení drážní dopravy (například výpravčího nebo dispečera), nebo samostatné drážní vozidlo s vlastním pohonem (hnací nebo speciální). Tento pojem je v dopravním řádu drah (§ 1 písm. k) vyhl. 173/1995 Sb.) definován zejména pro kolejovou drážní dopravu (železnice včetně metra, tramvajová doprava), na trolejbusovou dopravu a lanové dráhy (pozemní, visuté kabinové) se však tato definice vztahuje teoreticky také. Termín se používá i například pro důlní a průmyslové dráhy, na které se Zákon o dráhách nevztahuje.
Vlak se rozlišuje od skupiny vozidel spojených a přemisťovaných při posunu nebo samostatně spouštěných vozidel bez vlastního pohonu. Souprava automatického metra bez vlakového doprovodu, o jakých se uvažuje pro linku D pražského metra, by do současné definice vlaku rovněž nespadala. U jiných druhů dopravy se v obdobném významu používají termíny jízdní souprava nebo potahové vozidlo, v přeneseném významu se však někdy obdobné označení používá také (silniční vláček).
V železniční dopravě se vlakem rozumí též spoj uvedený v jízdním řádu, tedy jízda vlaku v určené trase a časech pod stanoveným označením (druh, číslo, případně název).

## Druhy vlaků

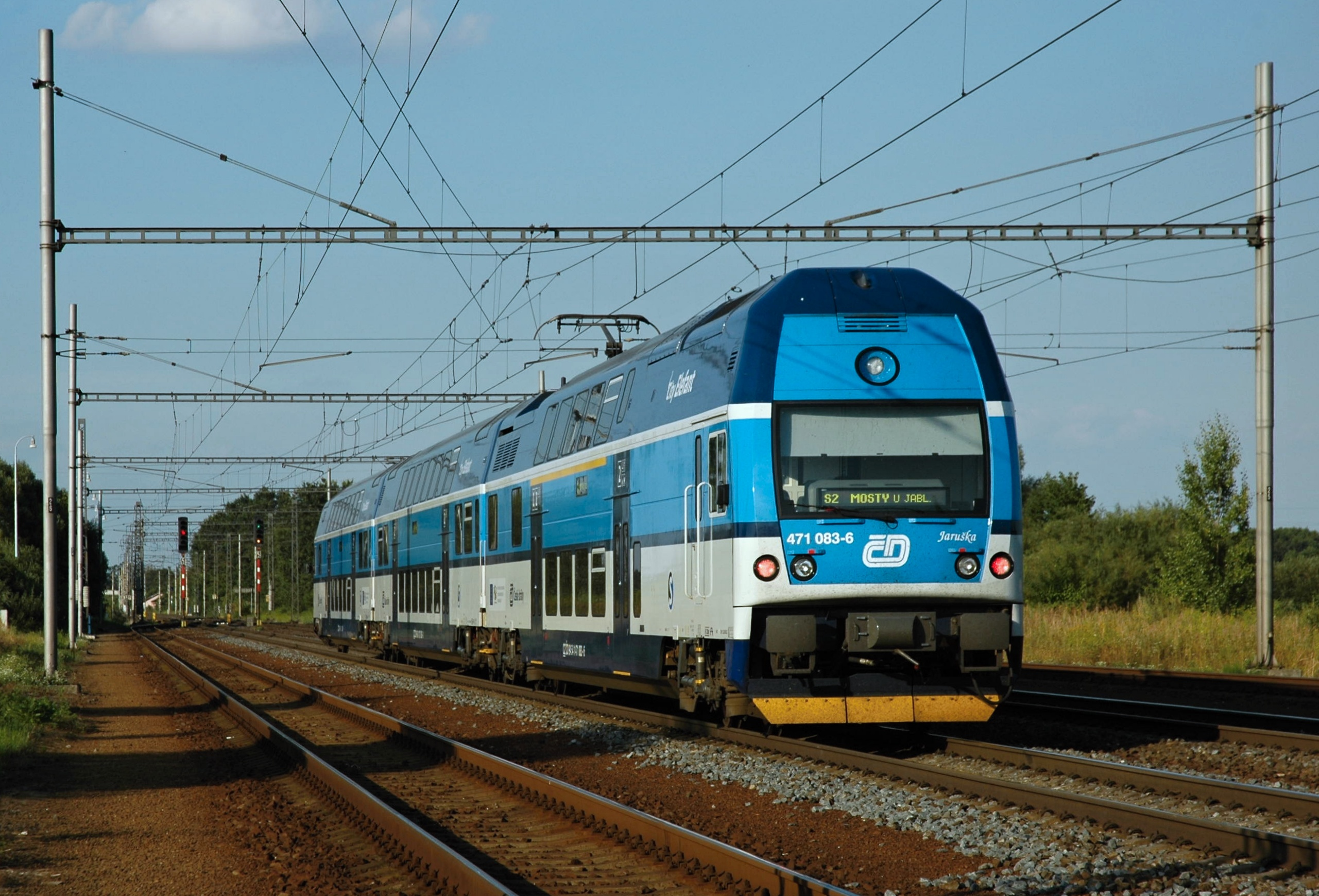
Elektrická jednotka 471 nasazovaná především na osobní vlaky

### Železniční vlaky
Obecně lze podle druhu železniční dopravy vlaky rozlišovat na:
- vlak osobní přepravy, resp. osobní vlaky v širším smyslu slova, zajišťují dopravu cestujících, zavazadel a spěšnin. Lze je dělit na vlaky pro veřejnou přepravu osob a ostatní vlaky pro osobní přepravu, mezi něž patří neveřejné jízdy pro přepravu osob. Přesun soupravy pro osobní dopravu bez cestujících se nazývá soupravový vlak.
- nákladní
- smíšené; vlaky nákladní dopravy, které zajišťují také přepravu osob
- lokomotivní
- služební

Specifickým případem jsou vojenské vlaky, které podle účelu a povahy přepravy lze rovněž rozdělit do výše uvedených kategorií, s výjimkou veřejné přepravy osob.
Dále vlaky jednotliví provozovatelé či regulátoři drah či drážní dopravy rozlišují zejména podle charakteru dopravy, zda jde o dopravu dálkovou nebo místní, a kvalitativních standardů, zejména nároků na rychlost a přesnost (stupně preference před ostatními vlaky) a komfort služeb.

#### Tratě Správy železnic
Uvedené typy vlaků byly či jsou používány na tratích, kde byla provozovatelem dráhy státní organizace České dráhy nebo kde je provozovatelem dráhy Správa železnic. Na tratích jiných provozovatelů však mohou být používány stejné nebo obdobné kategorie vlaků.

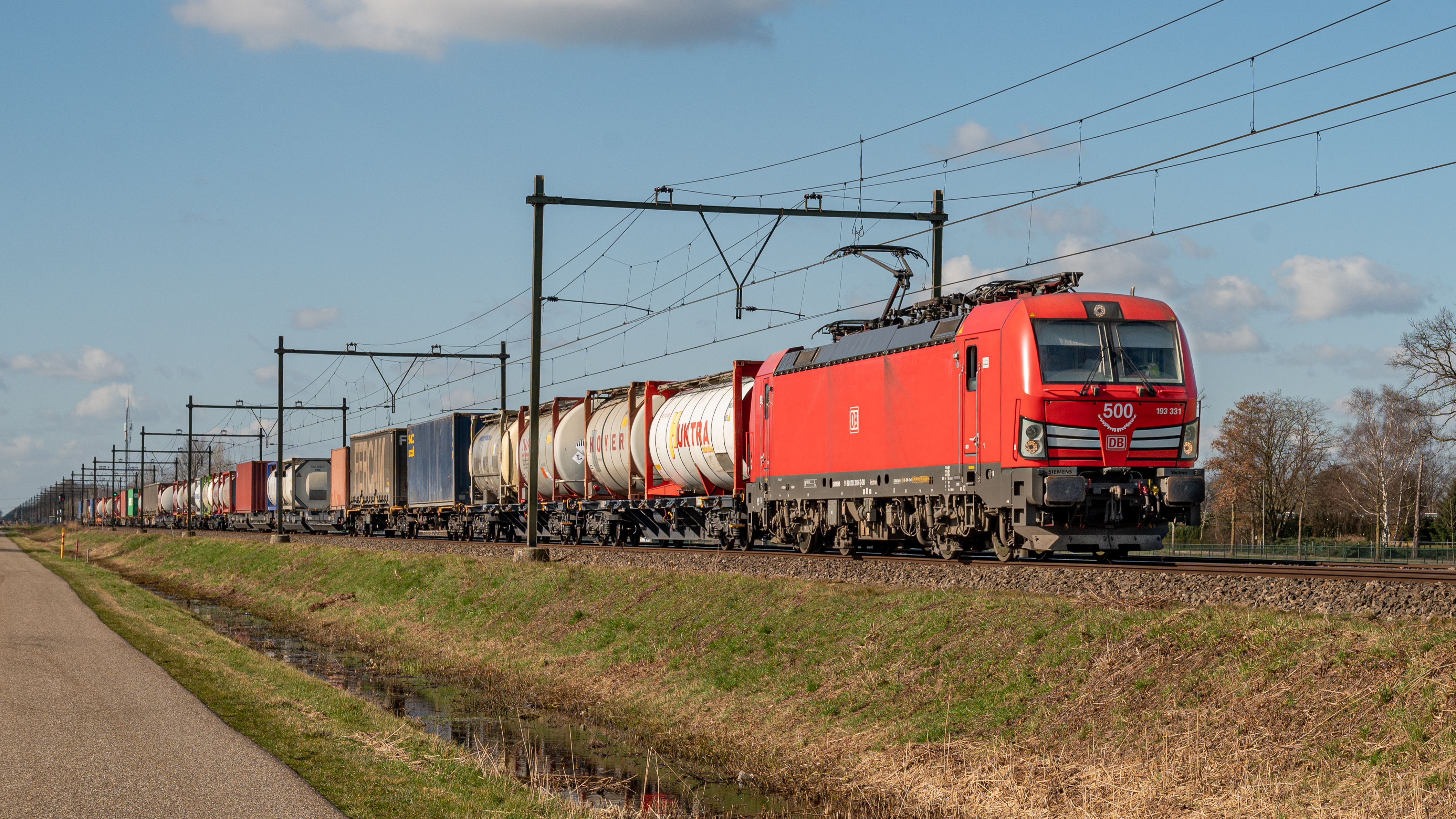
Nákladní vlak společnosti DB Cargo vedený lokomotivou typu Vectron v Nizozemsku

##### Vlaky pro přepravu cestujících
- Expresy (Ex) – vlaky nejvyšší kategorie. Dopravce má možnost u vlaků této kategorie zvolit i tzv. přepravní označení kategorie. Pro účely řízení provozu ovšem nemá toto označení žádný význam (předpisy Správy železnic tyto kategorie neznají). České dráhy používají následující přepravní kategorie, jiní dopravci mohou mít svá označení (např. Ex vlaky dopravce Leo Express mají přepravní označení LE nebo vlaky dopravce RegioJet mají přepravní označení RJ)
  - EuroCity (EC) – mezinárodní vlaky nejvyšší kvality s vysokým cestovním komfortem, krátkou cestovní dobou, nejvyšší možnou přesností a zvláštními službami
  - InterCity (IC) – vnitrostátní vlaky vyšší kvality s vysokým cestovním komfortem
  - SuperCity (SC) – jde o mezinárodní nebo vnitrostátní vlaky vyšší kvality s nejkratší cestovní dobou, od prosince 2005 jsou tvořeny především elektrickou jednotkou 680 nazývanou Pendolino.
  - EuroNight (EN) – noční vlaky vysoké kvality, které spojují největší města a hospodářská centra, vyznačují se vysokým cestovním komfortem a omezeným zastavováním od 22:00 do 6:00 h. (tato kategorie vlaku je v ČR zavedena od roku 2006, podle jízdního řádu 2011/2012 jezdí již 4 páry vlaků EN)
  - railjet (rj) – označení převzaté od rakouské ÖBB. V ČR jezdí z Prahy do Grazu (pozor na záměnu se zkratkou "RJ", která označuje RegioJet)
- rychlíky (R) – vlaky pro rychlou přepravu na velké vzdálenosti, zastavují zpravidla pouze ve větších městech
- spěšné vlaky (Sp) – vlaky pro rychlou přepravu na střední vzdálenosti, zastavují zpravidla pouze v městech
- osobní vlaky (Os) – vlaky, které zajišťují přepravu do většiny stanic a zastávek na určité trati
- soupravové vlaky (Sv) – vlaky zajišťující přemístění soupravy osobních vozů do výchozí nebo koncové stanice, nepřepravují cestující

Vlaky a jejich části či vozy lze rozlišovat i podle dalších kritérií na povinně či nepovinně místenkové, lůžkové či lehátkové. Podle sestavy a typu vozů mohou vlaky pro osobní přepravu být buď být mezi vozy průchozí po přechodových můstcích či v kloubech soupravy nebo neprůchozí.

##### Nákladní, lokomotivní a služební vlaky
Nákladní vlak je vlak, který slouží k přepravě zboží po železnici. Skládá se ze soupravy nákladních vozů (bez ohledu na to, zda jsou prázdné nebo ložené) a z jedné či více lokomotiv, které zajišťují pohyb vlaku. V síti Správy železnic se rozlišuje několik kategorií nákladních vlaků: expresní (NEx), rychlé (Rn), do roku 2000 u ČD též spěšné (Sn), průběžné (Pn), vyrovnávkové (Vn), manipulační (Mn), do roku 2000 u ČD též přestavovací (Pv). Vlaky určené pro jízdu na vlečku se nazývají vlečkové (Vleč).
Pak ještě existují tyto kategorie:
- lokomotivní vlak (Lv) – hnací vozidlo nebo skupina hnacích vozidel jedoucí jako vlak, nejde-li o soupravový vlak,
- služební vlak (Služ) – vlaky zaváděné pro potřeby provozovatele dráhy, mezi něž patří i pomocné vlaky pro odstranění mimořádné události, které se označují zkratkou Pom

#### Vlečky a dráhy jiných provozovatelů
U jiných provozovatelů dráhy tomu může být jinak. Např. na vlečkách některých hutních podniků (např. Vítkovice, Nová huť) je pro dopravní jednotky podobné vlakům používáno označení přesun. Na některých vlečkách provozovaný firmou OKD, Doprava na Ostravsku jsou pak provozovány tzv. přestavné jízdy, které jsou něčím mezi vlakem a posunem.

#### Pražské metro
Pražské metro je od roku 1995 železniční drahou speciální. Druhy vlaků upravuje část VII. Dopravního předpisu pro metro, D 2/1. Vlaky metra se podle určení dělí na osobní, služební a zkušební. Osobní vlaky se dělí na pravidelné a mimořádné.

### Tramvajové vlaky
V tramvajové dopravě se termín „vlak“ používá pouze v drážní legislativě a předpisech, zatímco v předpisech pro provoz na pozemních komunikacích se tramvajový vlak nazývá pouze „tramvaj“.
Vlaky se rozlišují zejména podle dopravního určení. Například dopravní a návěstní předpis Dopravního podniku hl. m. Prahy a. s. rozlišoval tyto typy vlaků:
- vlaky pro pravidelnou přepravu cestujících – podle jízdního řádu nebo služebního příkazu
- vlaky zvláštní – objednané smluvní jízdy
- vlaky služební
  - pro přepravu pracovníků nebo materiálu
  - pro provádění oprav nebo údržby tratí
  - pro manipulační jízdy (převozy vozů, zkušební jízdy, vlaky nepřepravující cestující z technických důvodů)
- vlaky cvičné

Podle sestavy lze rozlišovat
- vlaky jednovozové, tvořené jedním hnacím vozidlem
- vlaky tvořené více hnacími vozidly
- vlaky sunoucí – funkční hnací vozidlo je na konci vlaku, před ním jsou vůz nebo vozy nemotorové, neprovozní nebo neprovozuschopné. Osoba v prvním voze může být buď brzdař, pokud je souprava řízena z funkčního hnacího vozidla, nebo řidič, pokud z prvního vozu je možné soupravu řídit (tzv. havarijní pojezd).
- vlaky vlekoucí – funkční hnací vozidlo je v čele vlaku, za ním jsou vůz nebo vozy nemotorové (vlečné), neprovozní nebo neprovozuschopné
- vlaky kombinované (sunoucí a vlekoucí) – hnací vozidla jsou na začátku a na konci vlaku, mezi nimi jsou vůz nebo vozy nemotorové, neprovozní nebo neprovozuschopné

V Praze mohou být podle dopravního a návěstního předpisu vlaky tvořeny jedním nebo dvěma vozy a jejich maximální délka smí být 35 m. Výjimkou jsou manipulační jízdy, při nichž může vlak tvořit až šest vozů a maximální povolená délka vlaku je 105 metrů.
Vlakovou četu tramvajového vlaku tvoří řidič nebo řidiči, případně ještě brzdař nebo brzdaři, průvodčí či poučení pracovníci. Vedoucím vlakové čety je řidič. V kombinovaném vlaku je obvykle dopravním předpisem stanoveno, že první řidič ve směru jízdy je nadřízen ostatním řidičům. Zacvičující řidič je nadřízen zacvičovanému řidiči. Řidič instruktor při výcviku nebo zkoušce je za řídícího řidiče odpovědný pouze tehdy, pokud řídící řidič nemá platný průkaz pro žádný typ tramvajového vlaku.